# عمق ۱۲ فوت
عمق ۱۲ فوت (به انگلیسی: 12 Feet Deep) یک فیلم سینمایی مستقل آمریکایی در ژانر وحشت روان‌شناختی-هیجان انگیزی که توسط مت اسکندری ساخته و کارگردانی شده‌است و با بازیگران اصلی این فیلم الکساندرا پارک، نورا-جین نونه، توبین بل و دیان فار می‌باشند. این فیلم توسط کمپانی مارویستا انترتینمنت توزیع شد. فیلم در تاریخ ۲۰ ژوئن ۲۰۱۷ اکران گسترده‌ای دریافت کرد.

## داستان
فیلم ۱۲ فوت عمق بر اساس واقعیت ساخته شده‌است داستان دو خواهر را روایت می‌کند که به استخری رفته‌اند تا ساعاتی را در کنار هم باشند اما آنها در این استخر عمومی گیر می‌افتند و اوضاع برایشان بسیار دشوار می‌شود. در ادامه خواهیم دید که آنها در زیر یک پوشش فایبر گلاس که بعد از تعطیل شدن استخر روی آن می‌آید گیر کرده‌اند و باید تا صبح زنده بمانند در حالی که این کار چیزی شبیه به مأموریت غیرممکن است و …